# Heide Hatry
Heide Hatry (Sindelfingen (Alemania), 12 de junio de 1965) es una artista neoconceptual de origen alemán residente en Nueva York, que también realiza tareas como editora y comisaria. Su obra, a menudo vinculada con la corporalidad o construida con materiales orgánicos como carne u órganos de animales, ha provocado controversia y ha sido considerada terrorífica, repulsiva o sensacionalista por algunos críticos, mientras que otros la han calificado como "provocadora imaginativa", "una fuerza de la naturaleza..., una artista y humanista que hace una abnegada contribución a la vida", cuyos trabajos provocan una "reacción parecida a la de haber presenciado un asesinato". Su obra mantiene semejanzas conceptuales (y materiales) con la de Joseph Beuys, Damien Hirst, Dieter Roth, Jana Sterbak y Louise Bourgeois.

## Biografía
Hatry pasó su infancia en una granja de los alrededores de Holzgerlingen. Abandonó su casa a los dieciséis años para inscribirse en una escuela de deporte, y más tarde estudió pintura, grabado, fotografía y escultura en diversos centros, como la Akademie der Bildenden Künste de Stuttgart, la Pädagogische Hochschule de Heidelberg y la Universidad de Heidelberg. Después de muchos años enseñando pintura, al tiempo que trabajaba en un anticuario de libros, se trasladó a Nueva York en 2003 y comenzó su carrera como artista visual.

## Carrera artística
Su primera exposición individual tuvo lugar en la Galería Volume de Chelsea en octubre de 2004, y consistió en un conjunto diverso de pinturas, objetos y libros de artista, con énfasis en un nuevo trabajo que se convertiría en parte de su proyecto de libro titulado Skin (en español Piel). Además de ser la documentación de varios años de trabajo con material artístico altamente excéntrico, Skin es un proyecto conceptual en el que Hatry juega con el hecho de que la identidad individual es más comúnmente recibida a través de la piel. Las siete artistas que trabajan con piel como medium son de hecho siete facetas de la propia Hatry.
En el catálogo, ella fragmenta su propia biografía y se proyecta en siete individualidades, respectivamente; cada una de esas experiencias personales prestaría relevancia a la particular relación que ella explora en el trabajo creado bajo su nombre. Hatry invitó a nueve historiadores de arte, críticos, comisarios y pensadores (Susanna Partsch, Heinz-Norbert Jocks, Renée Vara, Michael Amy, Elsbeth Sachs, Cornelia Koch, Christoph Zuschlag, Veronica Mundi and Hans Gercke) a participar en el proyecto, manteniendo la impostura y tratando a cada uno de sus personajes como artistas vivos y únicos. Hatry ha creado un retrato de artista para cada uno de sus "seres" individuales, usando prótesis y maquillaje, en la línea de la obra de Cindy Sherman.

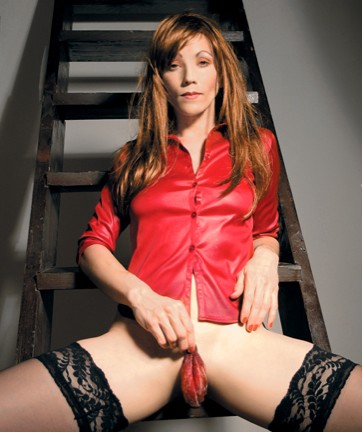
Betty Hirst, Fotografía, 2005.

Al menos uno de esos retratos se ha convertido en un icono feminista contemporáneo reconocible (Betty Hirst). Durante diversos eventos relacionados con la exposición, Hatry o una actriz contratada interpretaron el papel de uno o más de los personajes ficticios. El libro está caracterizado por el engaño –de varios tipos y en varios niveles–, incluyendo la referencia a artistas inexistentes, falsas atribuciones y seudónimos, así como identidades sexuales disimuladas, en tanto que se dirige sin embargo a una legítima tesis crítica.

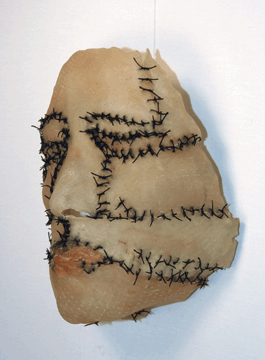
Mask, 2004. Piel de cerdo preservada e hilo.

El arte que documenta Skin es de muy diversa naturaleza, incluyendo objetos escultóricos, algunos de carácter realista, otros que invocan afinidades con las máscaras africanas y etruscas, construcciones abstractas de dos dimensiones, pinturas con sangre, y pinturas que convocan personajes de la historia del arte vistos a través de una película de vejiga de animal o de piel traslúcida, con reminiscencias de cierta vertiente de Doris Salcedo, y creando la impresión de un intenso realismo, de retratos realmente "de carne y hueso". Hatry ha sido la primera artista que ha usado piel de cerdo sin tratar, así como otras partes de cuerpos de animal, para crear representaciones realistas –en especial esculturas– del rostro humano, a veces recreando imágenes del arte renacentista. Ha experimentado con numerosas técnicas de conservación, incluyendo el novedoso método de "plastinación", del eminente patólogo Gunther von Hagens. La exposición que siguió al catálogo Skin, significativamente avant la lettre, se montó en numerosos lugares privados y públicos de Estados Unidos y Europa.
Su segundo proyecto a gran escala, Heads and Tales, (que evoca la expresión "cara o cruz" y también "cabezas y rabos/cuentos"), quedó igualmente plasmado en un libro, publicado en inglés por Charta en 2009.

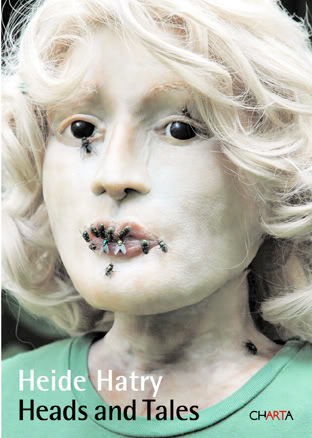
Heads and Tales.

Heads and Tales es un planteamiento colectivo de Hatry y veintisiete escritoras a las que invitó a crear "vidas" para una serie de bustos escultóricos de mujeres. Los rostros, a menudo misteriosos y obsesionantes, fueron elaborados con piel no tratada, carne y partes del cuerpo de animales, y los objetos originales se pudrieron poco después de su creación. Hatry documentó los bustos con las fotografías que ilustran el libro publicado.
Las evocaciones literarias de esas vidas de mujeres tratan un amplio espectro de experiencia femenina, pero frecuentemente se dirigen a la violencia, el abuso, el sufrimiento y la subordinación, que Catharine MacKinnon describe en su introducción al volumen como dominante en las mujeres: "Encontrar un modo de ser mujer es encontrar un modo de vivir con un conocimiento funesto". Heads and Tales fue expuesta en museos y galerías de Nueva York, Cambridge, Massachusetts, Los Ángeles, Madrid y Berlín.
Las colaboradoras del proyecto de Hatry fueron Rosanna Yamagiwa Alfaro, Roberta Allen, Jennifer Belle, Mei-mei Berssenbrugge, Svetlana Boym, Rebecca Brown, Mary Caponegro, Thalia Field, Lo Galluccio, Diana George, Thyrza Nichols Goodeve, Jessica Hagedorn, Elizabeth Hand, Heather Hartley, Joanna Howard, Katia Kapovich, Lydia Millet, Micaela Morrissette, Carol Novack, Julie Oakes, Barbara Purcell, Johannah Schmid, Selah Saterstrom, Iris Smyles, Luisa Valenzuela y Can Xue.

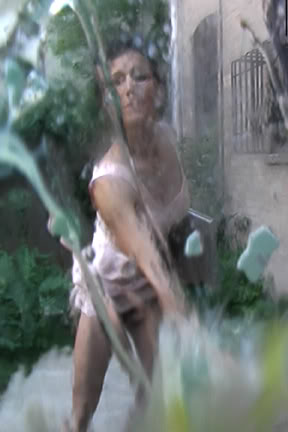
Captura de Expectations, 2007.

Entre 2004 y 2010, Hatry también creó un significativo grupo de performances, muchas de ellas documentadas en vídeos, incluyendo Skin Room (en español Habitación de piel), que fue realizado en el Heidelberger Kunstverein (Alemania); Politics (Política), que se realizó el 11 de septiembre de 2007, en Central Park (Nueva York), con una enorme bandera estadounidense hecha de piel de cerdo y salpicada con sangre; y su performance más conocida, Expectations (Expectativas), que fue presentada en diversos lugares incluyendo el Hudson Valley Center for Contemporary Art, Nueva York, Brown University, Providence, RI; Studio Soto, Boston, MA; Kunstverein Nord, Berlín, Alemania; y el X Barcelona Art Contemporari Festival, Barcelona.
Hatry también ha trabajado frecuentemente como comisaria. Sus múltiples exposiciones individuales y colectivas han incluido obras de Carolee Schneemann, Tania Bruguera, Jana Sterbak, Zhang Huang, Kate Millett, Theresa Byrnes, Regina José Galindo Minette Vari y muchos otros.
También ha editado numerosos libros y catálogos, y sus exclusivos libros de artista "han incluido textos de Paul Celan, Frederic Tuten, Friedrich Hölderlin, Johann Wolfgang Goethe, John Keats, Samuel Beckett, Walter Abish, Jorge Luis Borges", así como Franz Wright y Robert Kelly, entre otros, y se incluyen en muchas colecciones privadas y públicas.

## Selección de libros y catálogos
- HATRY, Heide (Ed.): One of a Kind, Unique Artist's Books, Pierre Menard Gallery, Cambridge, MA, 2011; Dalhousie Gallery, Halifax, Canada; Owens Art Gallery, Mount Allison University, Sackville, Canada; AC–Institute, New York, NY, 2nd ed., 2013.
- HATRY, Heide: Heads and Tales. Milá: Edizioni Charta, 2009.
- HATRY, Heide (Ed.): Meat After Meat Joy. Nueva York y Cambridge, MA: Daneyal Mahmood Gallery and Pierre Menard Gallery, 2008.
- HATRY, Heide (Ed.): Carolee Schneemann. Cambridge, MA: Pierre Menard Gallery, 2007.
- HATRY, Heide: Skin. Heidelberg: Kehrer Verlag, 2005.